# Bissau
Bissau je hlavní a největší město Guineje-Bissau. Nachází se na pravém břehu řeky Geba při jejím ústí do Atlantského oceánu. Při posledním oficiálním sčítání lidu v roce 1991 zde bylo napočítáno přes 195 000 obyvatel, v roce 2015 se jejich počet odhadoval na 492 004. 

## Historie
Město založili Portugalci v roce 1687 jako opevněný přístav a obchodní centrum. V roce 1941 se stalo hlavním městem Portugalské Guineje. 24. září 1973 byla vyhlášena nezávislost Guineje-Bissau, ale Portugalci měli stále kontrolu nad některými regiony. Hlavním městem se proto stalo město Boe ve vnitrozemí. Po Karafiátové revoluci v roce 1974 Portugalsko uznalo 25. dubna téhož roku nezávislost země a Bissau se stalo hlavním městem nové republiky. Ve městě se každoročně koná velký karneval.
Bissau bylo dějištěm intenzivních bojů na začátku a na konci občanské války mezi Guineou-Bissau v letech 1998 a 1999. Velká část infrastruktury byla zničena a většina obyvatelstva uprchla. Po návratu míru se město vzpamatovalo, během sčítání lidu v roce 2009 zde žilo více než 25 % obyvatel země a bylo svědkem výstavby mnoha nových a zrekonstruovaných budov.
Dne 18. října 2023 došlo k celoměstskému výpadku proudu kvůli nezaplacenému účtu za elektřinu turecké energetické firmě Karpowership, který činil více než 15 milionů dolarů.

## Ekonomika
Bissau je správní a vojenské centrum země, sídlem vzdělávacích institucí a významným námořním přístavem. Jediné mezinárodní letiště v Guineji-Bissau (Aeroporto Internacional Osvaldo Vieira) je 9 km severozápadně od centra města. Mezi hlavní produkty patří arašídy, dřevo, kopra, palmový olej a guma. 
Velká část obyvatel žije pod hranicí chudoby.

## Pamětihodnosti
- Portugalská pevnost Fortaleza de São José da Amura z 18. století, ve které je mauzoleum Amílcara Cabrala (1924-1973), intelektuála a politického vůdce proti portugalským kolonistům.
- Památník Pidjiguiti Memorial, připomínající stávku přístavních dělníků 3. srpna 1959
- Guinea-Bissau National Arts Institute
- Nový stadion a pláže

Mnoho městských budov bylo zničeno během občanské války v letech 1998-1999 včetně prezidentského paláce a francouzského kulturního centra.

## Fotogalerie

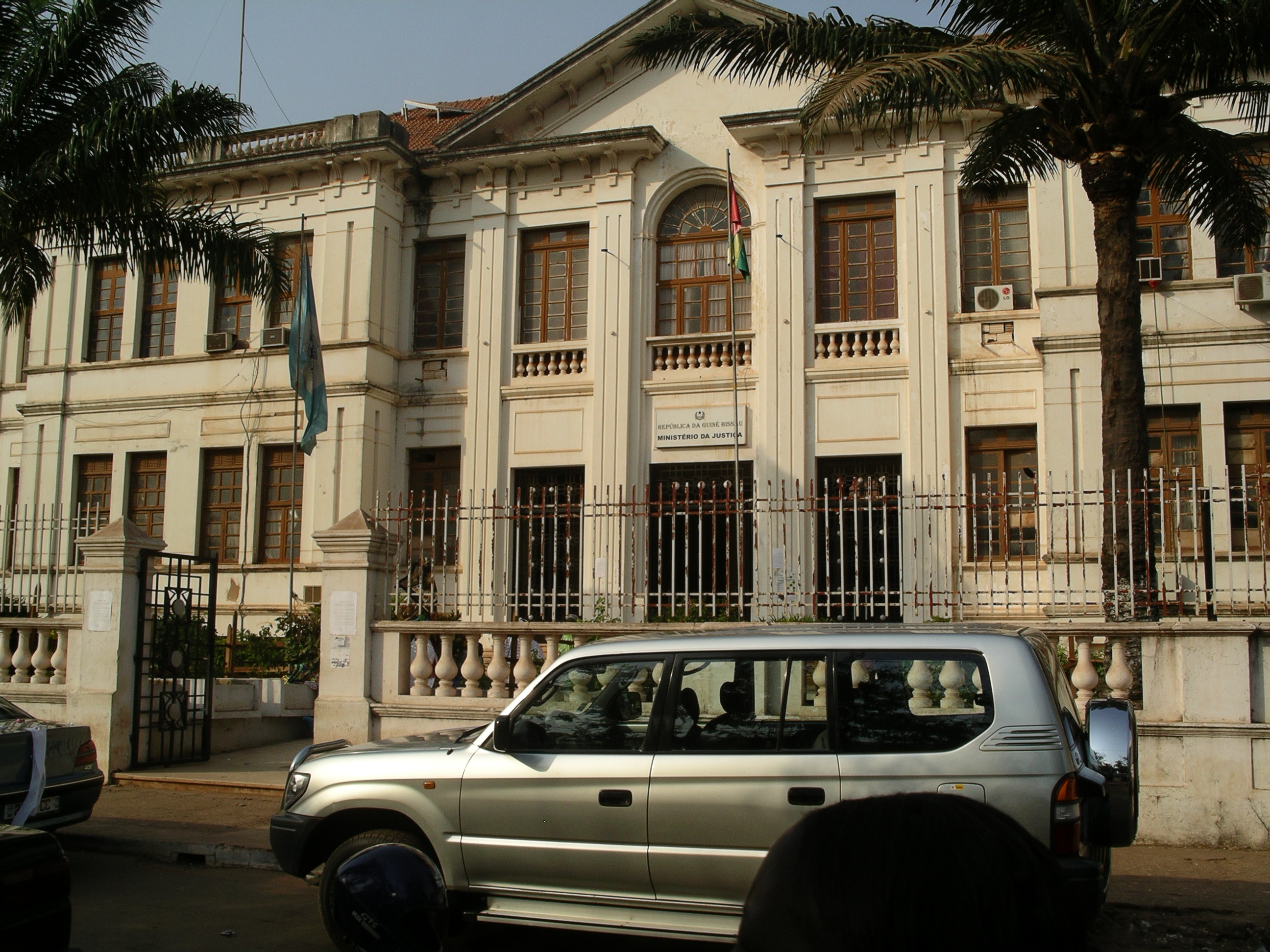
Ministerstvo spravedlnosti
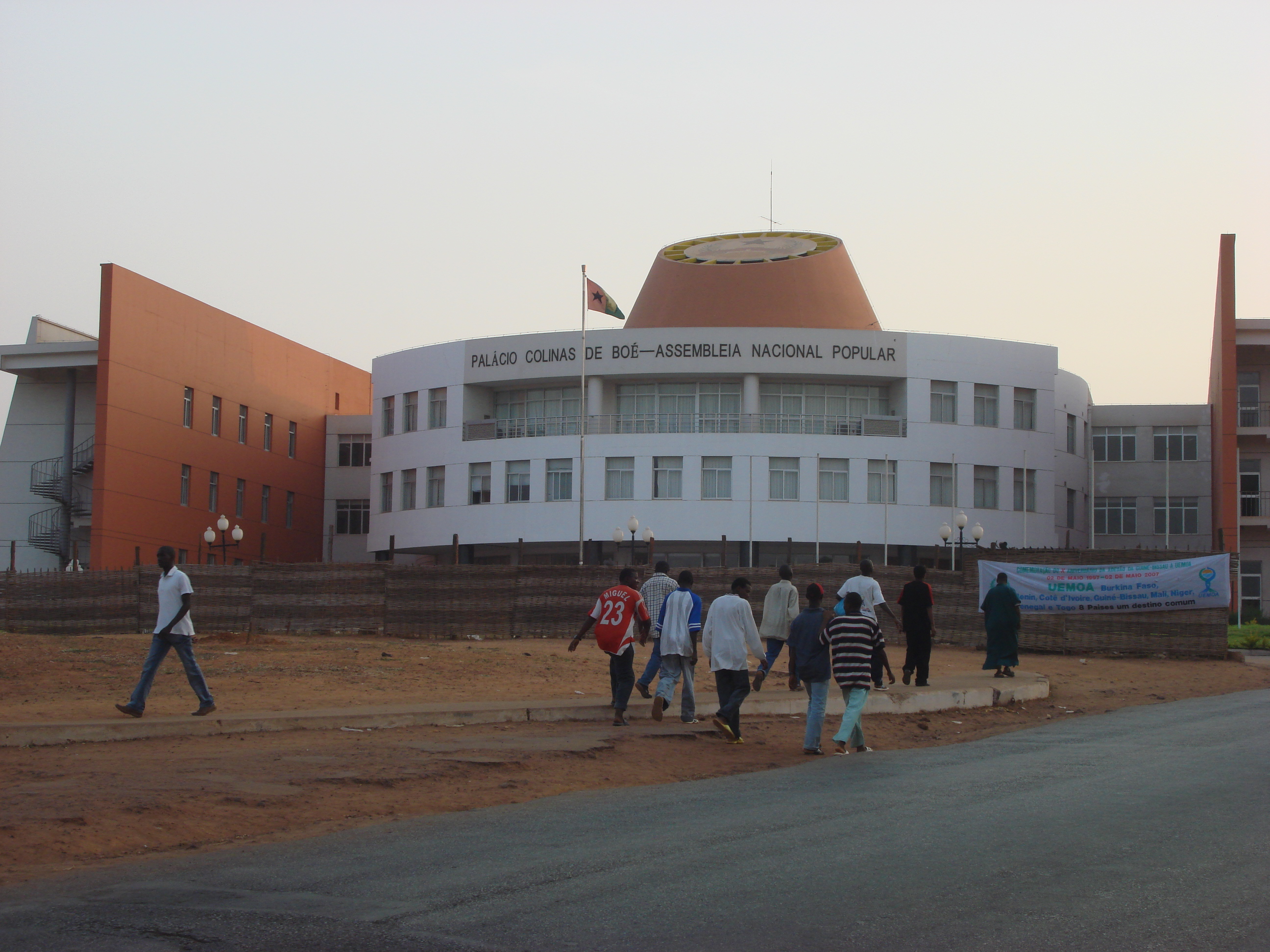
Parlament
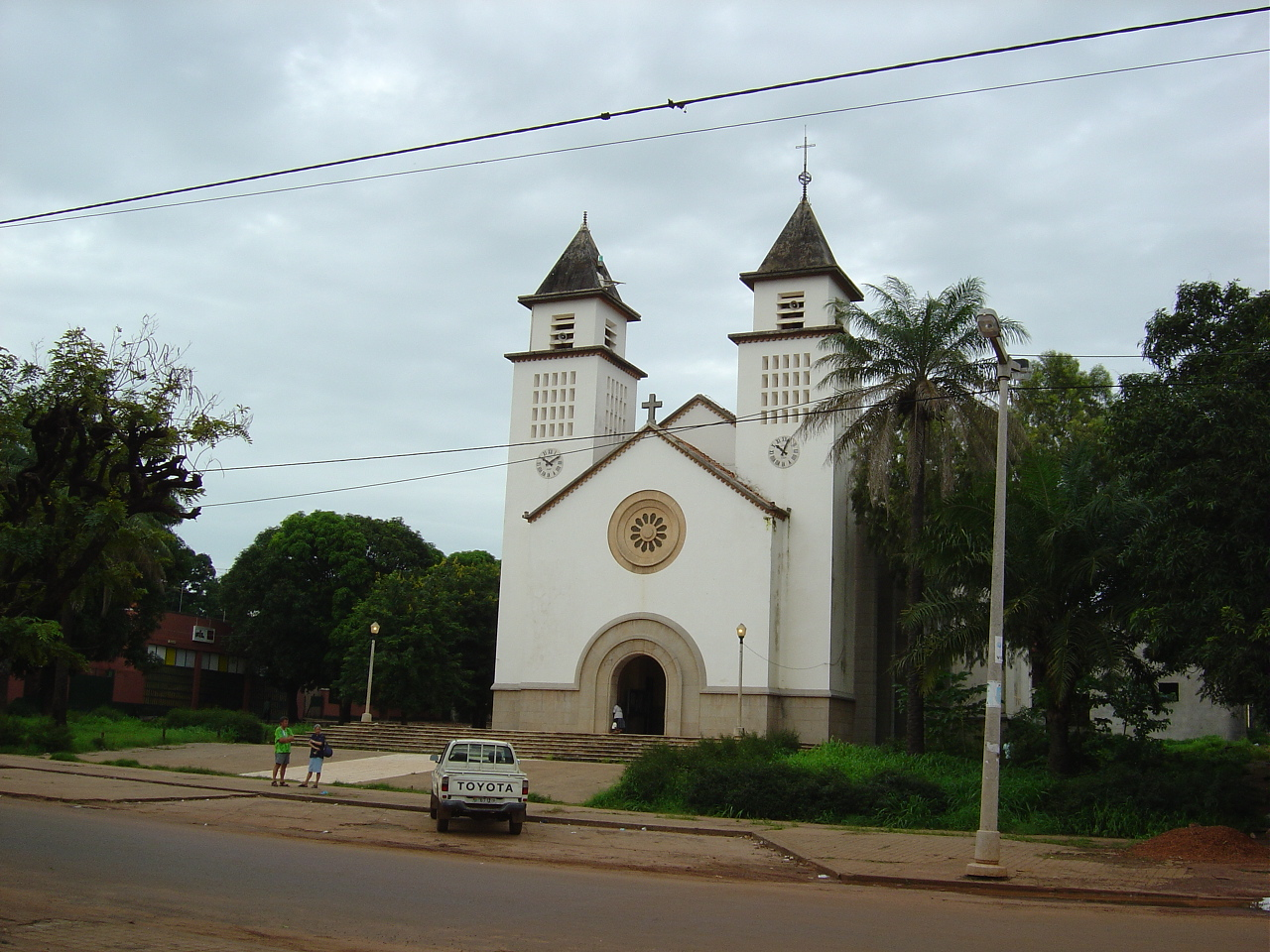
Katedrála
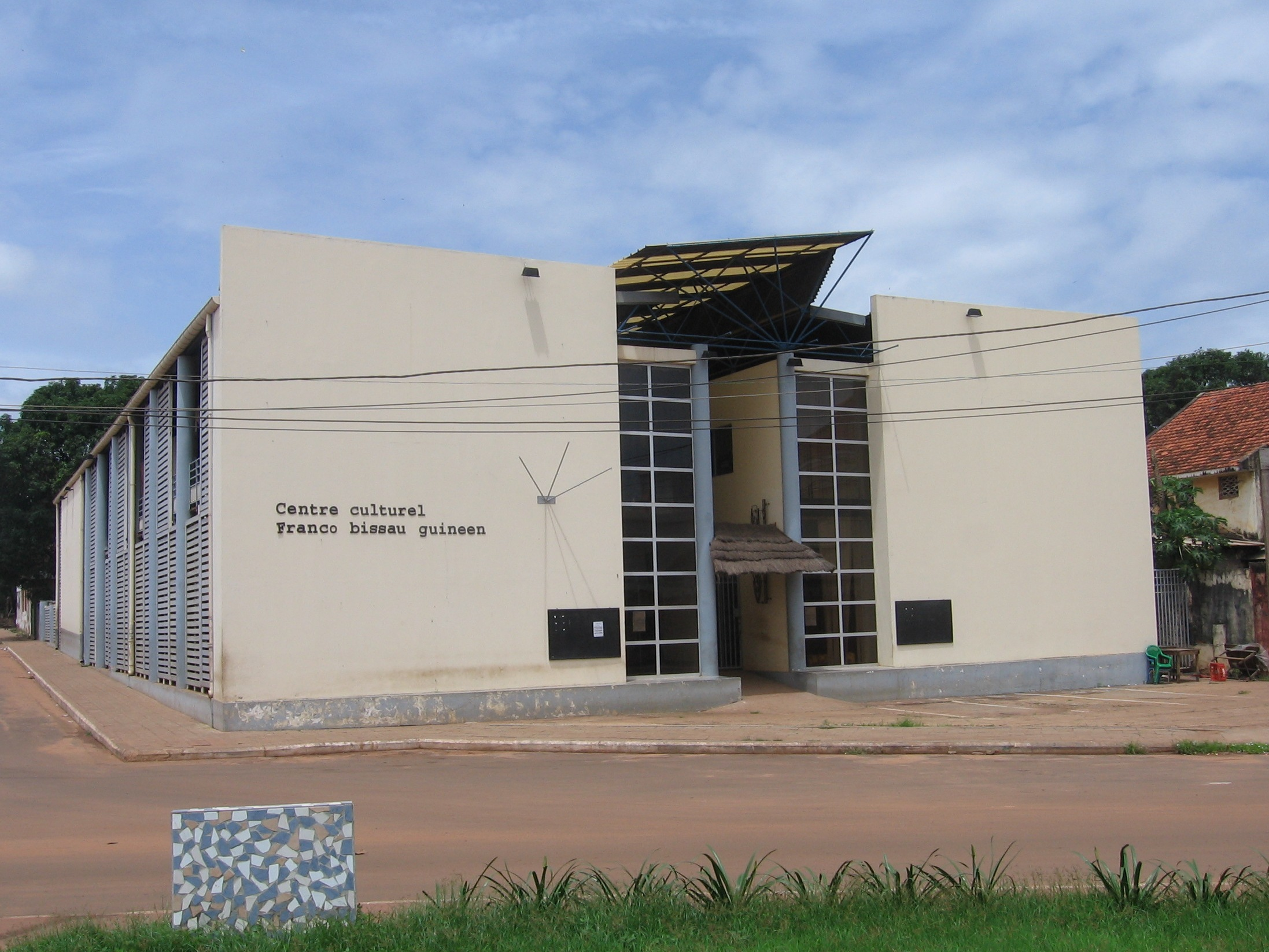
Francouzské kulturní centrum
Pouliční život
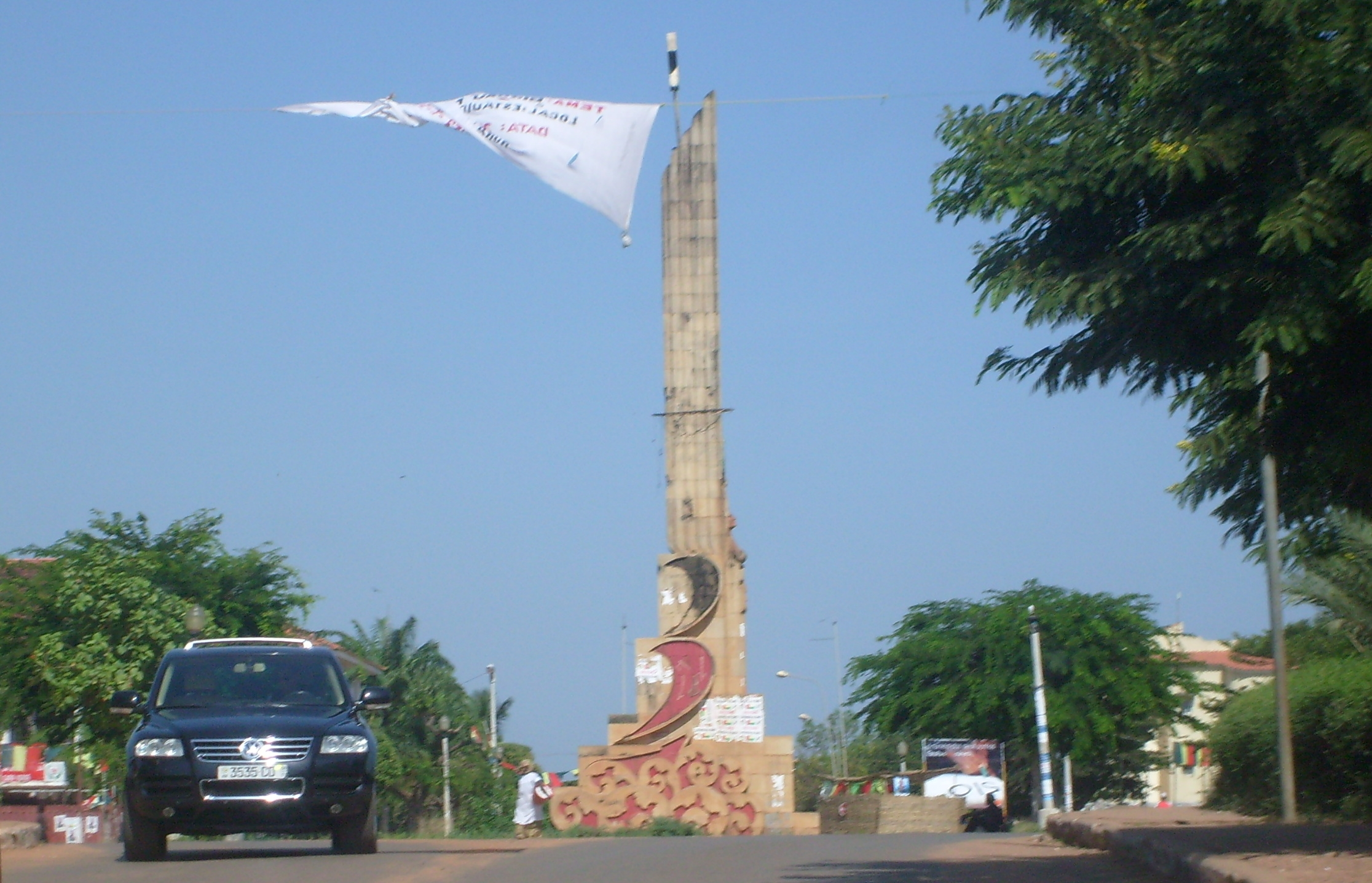
Památník v centru města
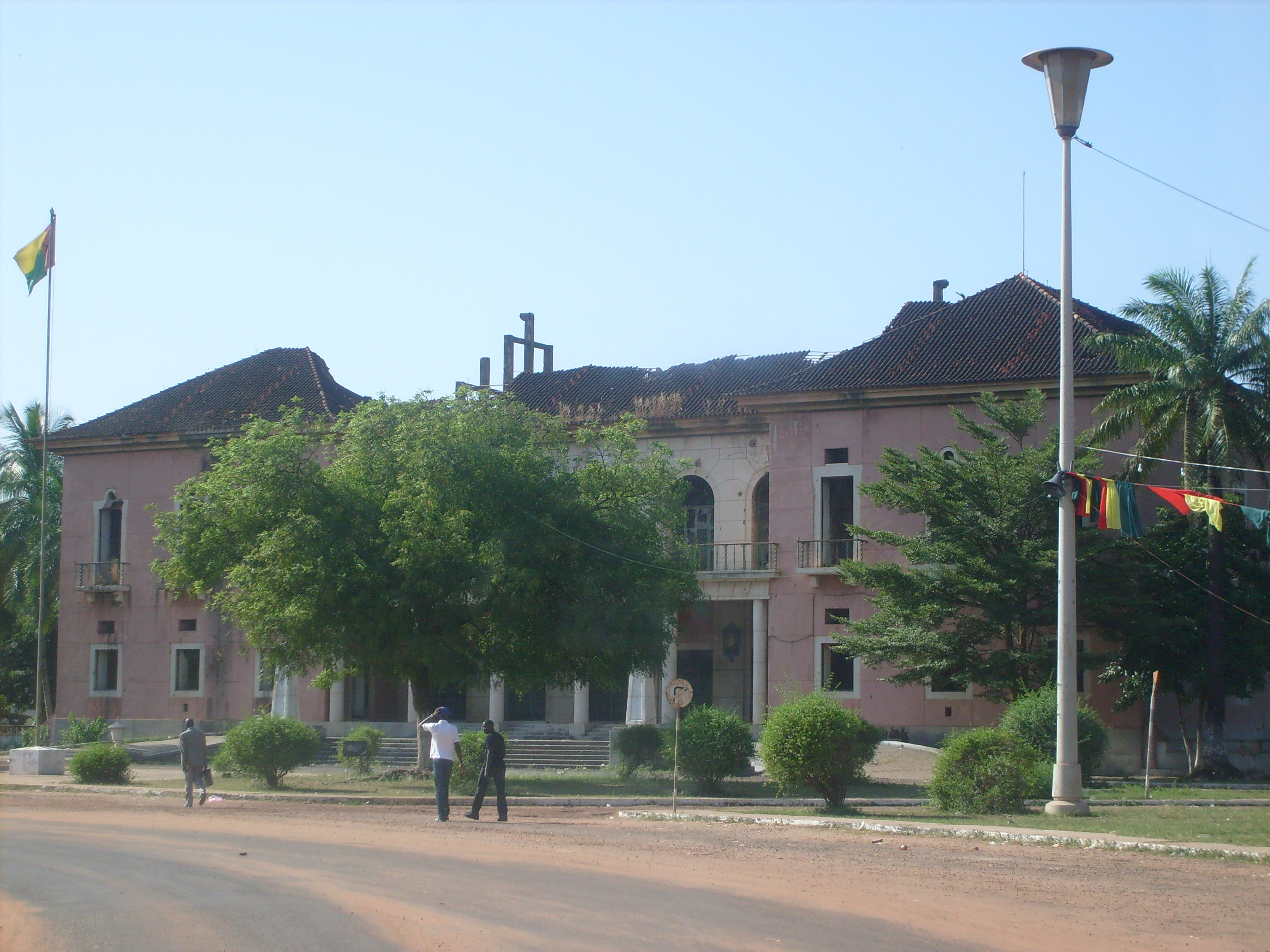
Rozstřílený prezidentský palác po občanské válce (2010)
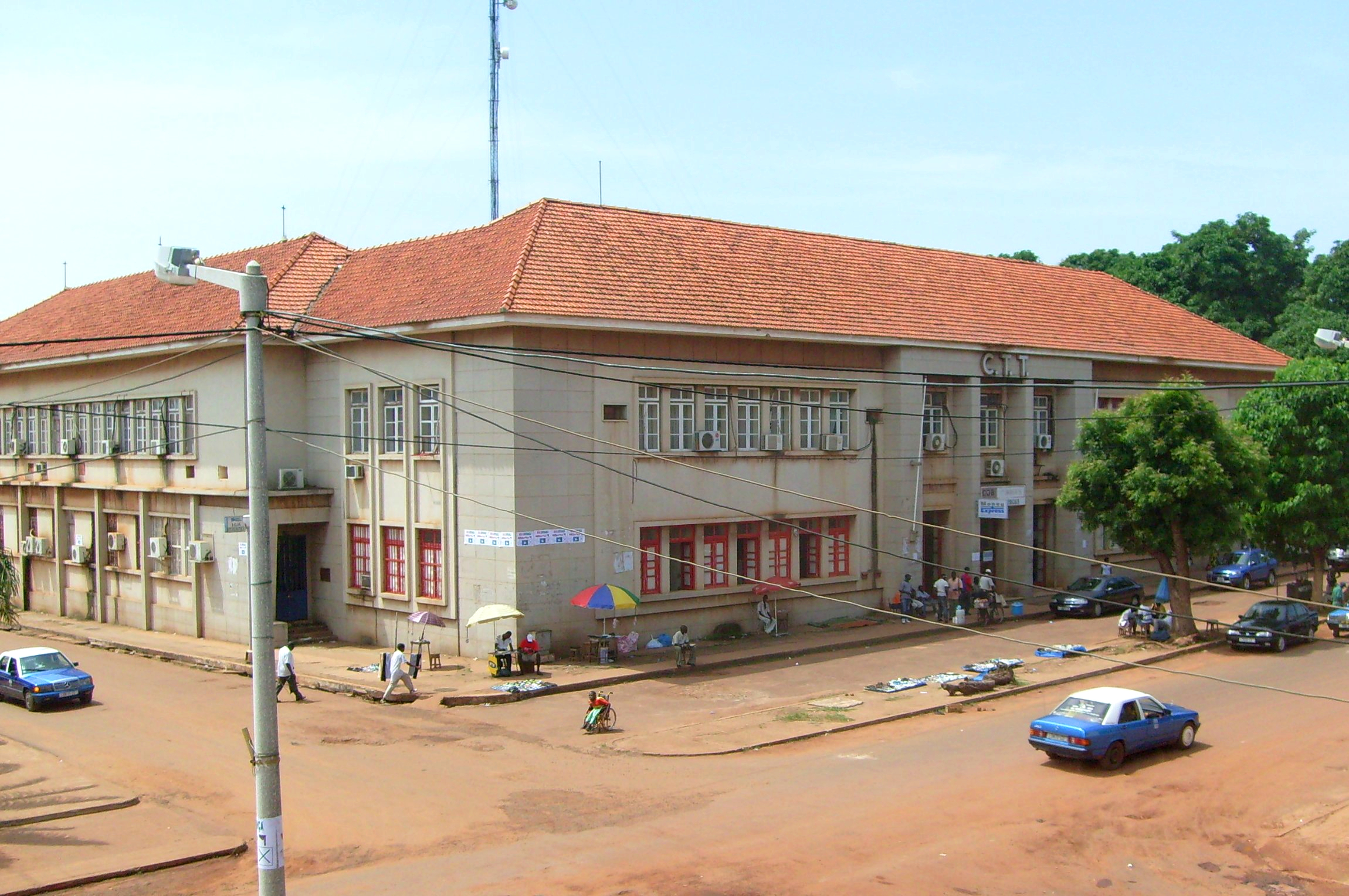
Hlavní pošta
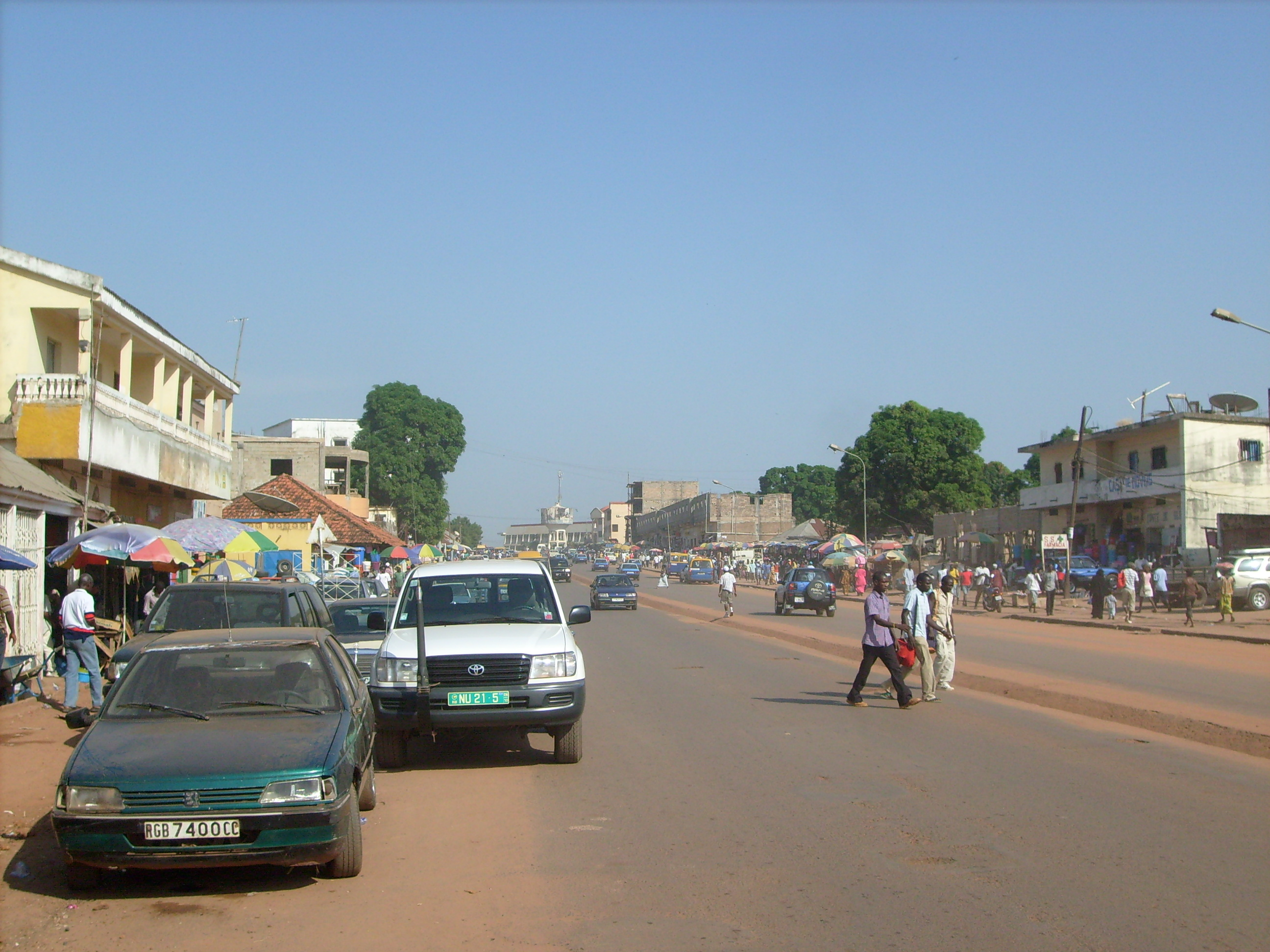
Hlavní silnice mezi letištěm a parlamentem
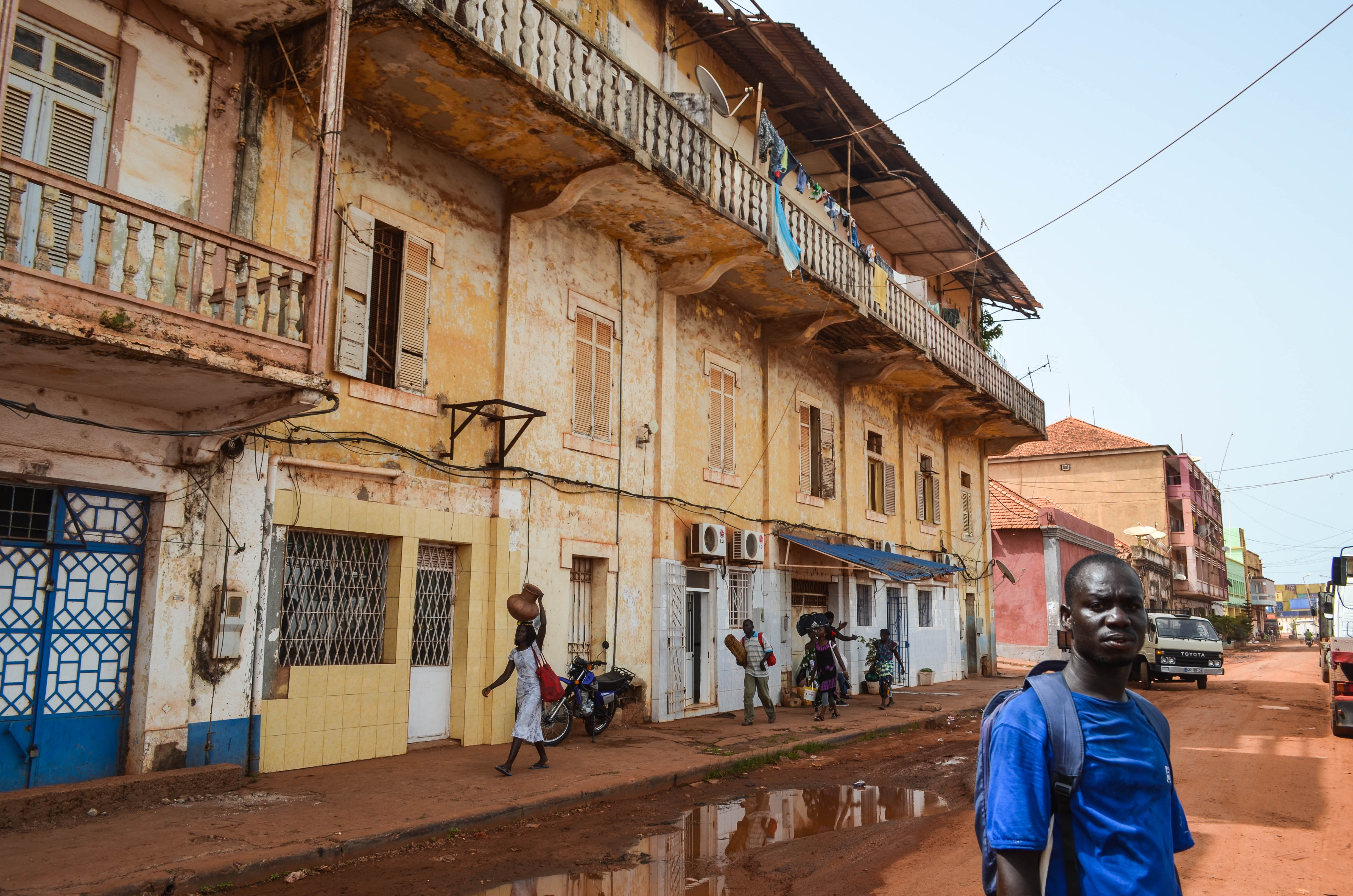
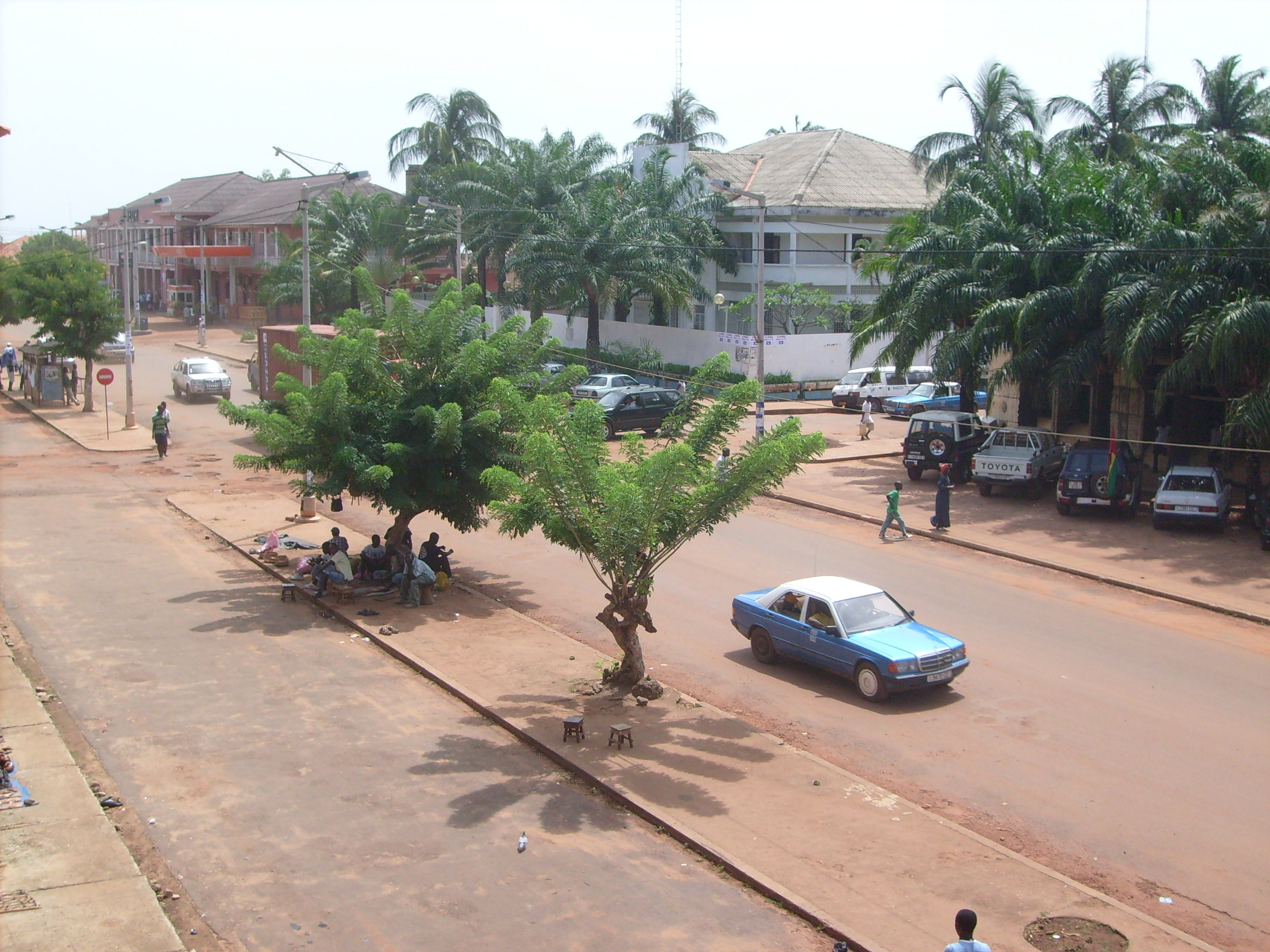
Centrum města
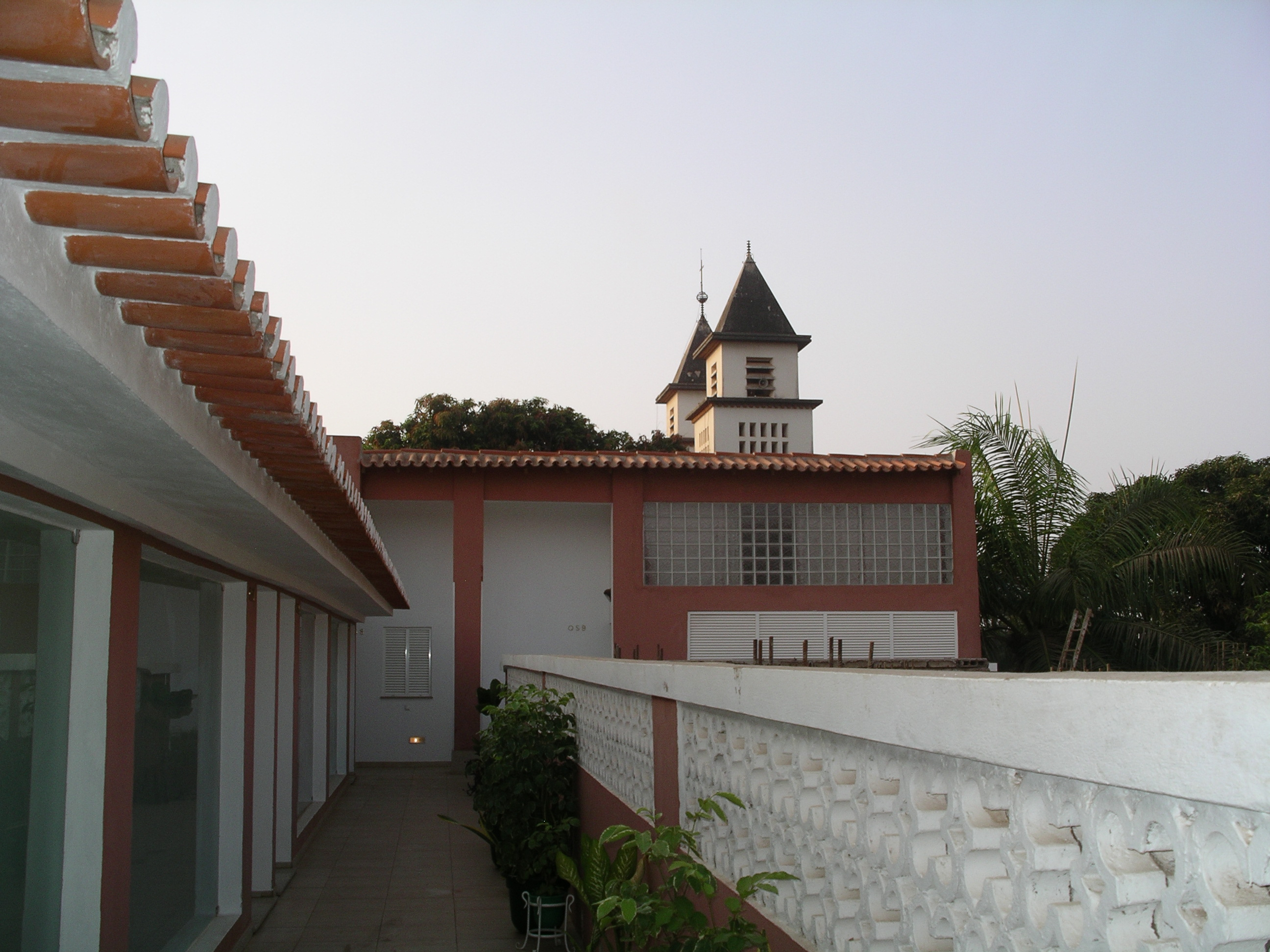
Hotel Coimbra

## Partnerská města
- Águeda, Portugalsko
- Dakar, Senegal
- Lisabon, Portugalsko
- Tchaj-pej, Tchaj-wan
- Praia, Kapverdy
- Sintra, Portugalsko
- Čchung-čching, Čína
- Luanda, Angola
- Ankara, Turecko